# アルカディウシュ・ラドムスキ
アルカディウシュ・ラドムスキ（Arkadiusz Radomski、1977年6月27日 - ）は、ポーランド・グニェズノ出身の元同国代表サッカー選手。ポジションはMFまたはDF。
名前のアルカディウシュはアレクとも表記される。

## 経歴
2003年にポーランド代表デビュー。2006 FIFAワールドカップのメンバーにも選ばれ、グループステージ全3試合に出場した。2008年までに30試合に出場した。

## 代表歴

### 出場大会
- ポーランド代表
  - 2006 FIFAワールドカップ

### 試合数
- 国際Aマッチ 30試合 0得点（2003年-2008年）[1]

| ポーランド代表 | 国際Aマッチ | 国際Aマッチ |
| 年             | 出場        | 得点        |
| -------------- | ----------- | ----------- |
| 2003           | 2           | 0           |
| 2004           | 7           | 0           |
| 2005           | 8           | 0           |
| 2006           | 11          | 0           |
| 2007           | 1           | 0           |
| 2008           | 1           | 0           |
| 通算           | 30          | 0           |